# Canton de Caumont-l'Éventé
Le canton de Caumont-l'Éventé est une ancienne division administrative française située dans le département du Calvados et la région Basse-Normandie.

## Géographie
Ce canton était organisé autour de Caumont-l'Éventé dans l'arrondissement de Bayeux. Son altitude variait de 57 m (Hottot-les-Bagues) à 247 m (Caumont-l'Éventé) pour une altitude moyenne de 154 m.

## Histoire
En 1801, le canton d'Hottot est rattaché à celui de Caumont.
Lors du redécoupage des cantons pour 2015, le canton est supprimé. Dix communes sont rattachées au au canton d'Aunay-sur-Odon (actuel canton des Monts d'Aunay) et les quatre autres au canton de Trévières.

## Représentation

### Conseillers généraux de 1833 à 2015
| Période | Période          | Identité                                     | Étiquette               | Qualité |
| ------- | ---------------- | -------------------------------------------- | ----------------------- | --- |
| 1833    | 1848             | Adolphe Louis Joret-Desclosières (1800-1870) |                         | Avocat et suppléant au juge de paix à Bayeux                                                                                        |
| 1848    | 1877 (décès)     | Alexandre Douesnel-Dubosq                    | Centre droit            | Magistrat, banquier à Bayeux, commandant de la Garde nationale, député (1848-1851 et 1859-1870), ancien conseiller d'arrondissement |
| 1877    | 1883             | Théodore Félix Baudet                        | Républicain             | Marchand, entrepreneur de roulage, propriétaire à Parfouru-l'Éclin, maire de Caumont-l'Éventé, conseiller d'arrondissement          |
| 1883    | 1898 (décès)     | Louis Sévère Labbey                          | Républicain             | Maire de Caumont-l'Éventé |
| 1898    | 1919             | Jean-Baptiste Goubot                         | Républicain             | Notaire, conseiller municipal de Caumont-l'Éventé, conseiller d'arrondissement                                                      |
| 1919    | 1926 (décès)     | Paul Louis Marie Labbey (1874-1926)          | Républicain             | Pharmacien, maire de Caumont-l'Éventé, conseiller d'arrondissement                                                                  |
| 1926    | 1931             | Maurice Mathan                               | RG                      | Propriétaire, maire de Cormolain |
| 1931    | 1937             | Robert Berthier                              | RG-URD                  | Notaire à Livry puis à Pont-l'Évêque                                                                                                |
| 1937    | 1940             | Louis Anne (1899-1975)                       | Républicain indépendant | Clerc de notaire puis agent d'assurances, maire de Caumont-l'Éventé, nommé conseiller départemental en 1943                         |
|         |                  |                                              |                         | |
| 1945    | 1949             | Étienne Boury                                | MRP                     | Notaire à Caumont-l'Éventé |
| 1949    | 1955             | Maurice Marie                                | RPF puis DVD            | Propriétaire et marchand de chevaux à Caumont-l'Éventé                                                                              |
| 1955    | 1976 (décès)     | Maurice Baroux (1907-1976)                   | PPUS puis UNR puis DVD  | Maire de Cormolain |
| 1976    | 1990 (démission) | François Reynouard                           | UDF-PR                  | Médecin, maire de Caumont-l'Éventé                                                                                                  |
| 1990    | 1998             | Jean-Jacques Viart                           | UDF                     | Vétérinaire, maire de Caumont-l'Éventé                                                                                              |
| 1998    | 2015             | Sylvie Lenourrichel                          | DVD                     | Maire de La Lande-sur-Drôme, vice-présidente du conseil général                                                                     |

### Conseillers d'arrondissement (de 1833 à 1940)
| Période                                  | Période      | Identité                                            | Étiquette               | Qualité |
| ---------------------------------------- | ------------ | --------------------------------------------------- | ----------------------- | --- |
| 1833                                     | 1839         | François Flaust                                     |                         | Propriétaire, maire de Sermentot                                                                            |
| 1839                                     | 1842         | Alexandre Douesnel-Dubosq                           | Centre                  | Propriétaire à Saint-Loup-Hors, député (1848-1851 et 1859-1870)                                             |
| 1842                                     | 1852         | Prosper Vincent Dupont                              |                         | Notaire à Caumont-l'Éventé                                                                                  |
| 1852                                     | 1864         | M. Esnault                                          |                         | Juge de paix à Caumont                                                                                      |
| 1864                                     | 1877         | Théodore Félix Baudet                               | Républicain             | Marchand, entrepreneur de roulage, propriétaire à Parfouru-l'Éclin, maire de Caumont-l'Éventé               |
| 1877                                     | 1894 (décès) | Jean Charles Augustin Senot de La Londe (1829-1894) |                         | Docteur en droit, maire de Parfouru-l'Éclin                                                                 |
| 1894                                     | 1898         | Jean-Baptiste Goubot (1849-1932)                    | Républicain             | Notaire, conseiller municipal de Caumont                                                                    |
| 1898                                     | 1910         | René Dubourg (1861-1924)                            | Républicain indépendant | Propriétaire-exploitant, maire de Touffréville, puis d'Orbois                                               |
| 1910                                     | 1919         | Paul Louis Marie Labbey (1874-1926)                 | Républicain             | Pharmacien, maire de Caumont-l'Éventé                                                                       |
| 1919                                     | 1928         | Raymond Chicot                                      |                         | Propriétaire à Livry                                                                                        |
| 1928                                     | 1934         | Eugène Vigor                                        | RG                      | Marchand de bois à Caumont-l'Éventé                                                                         |
| 1934                                     | 1940         | Pierre Tostain                                      | Union nationale         | Maire de Torteval                                                                                           |
| 1940                                     |              |                                                     |                         | Les conseils d'arrondissement ont été suspendus par la loi du 12 octobre 1940 et n'ont jamais été réactivés |
| Les données manquantes sont à compléter. |              |                                                     |                         | |

Le canton participait à l'élection du député de la cinquième circonscription du Calvados.

## Composition

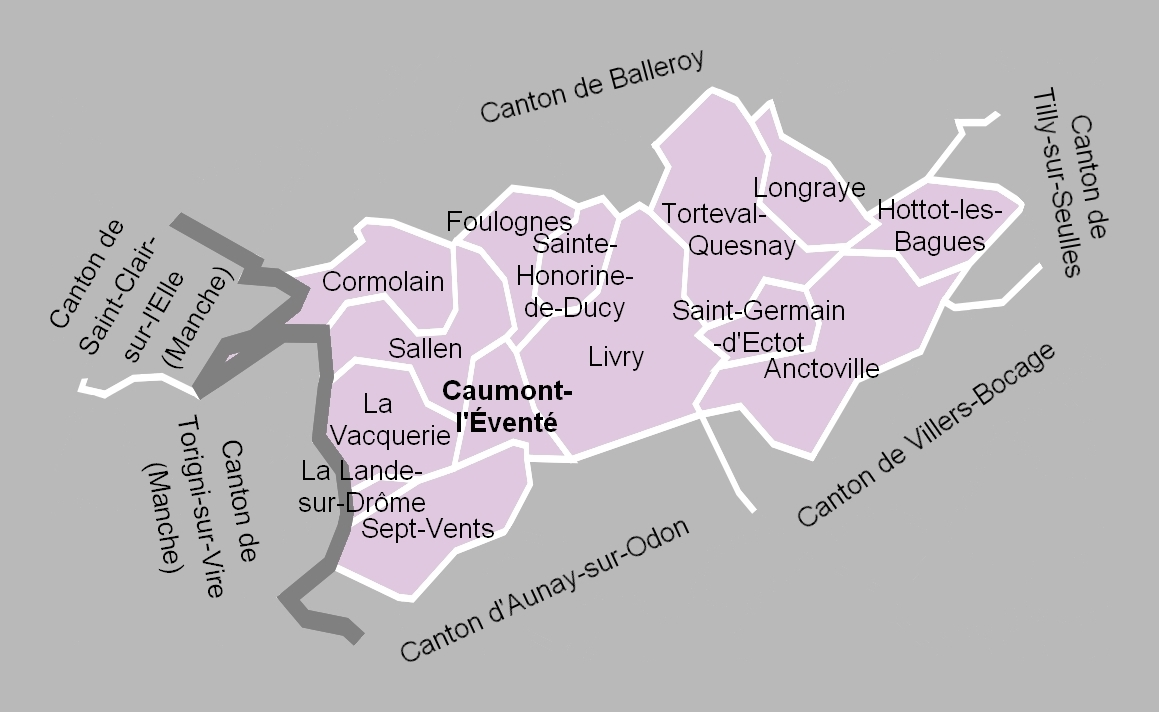
La carte des communes du canton. Les cantons limitrophes étaient ceux de Balleroy, de Tilly-sur-Seulles, de Villers-Bocage, d'Aunay-sur-Odon, de Torigni-sur-Vire et de Saint-Clair-sur-l'Elle.

Le canton de Caumont-l'Éventé comptait 6 419 habitants en 2012 (population municipale) et regroupait quatorze communes :
- Anctoville ;
- Caumont-l'Éventé ;
- Cormolain ;
- Foulognes ;
- Hottot-les-Bagues ;
- La Lande-sur-Drôme ;
- Livry ;
- Longraye ;
- Saint-Germain-d'Ectot ;
- Sainte-Honorine-de-Ducy ;
- Sallen ;
- Sept-Vents ;
- Torteval-Quesnay ;
- La Vacquerie.

### Anciennes communes
Les anciennes communes suivantes étaient incluses dans le territoire de canton de Caumont-l'Éventé :
- Saint-Martin-le-Vieux, absorbée en 1829 par Livry.
- Quesnay-Guesnon, absorbée en 1974 par Torteval. La commune prend le nom de Torteval-Quesnay.

Le canton comprend également quatre communes associées :
- Parfouru-l'Éclin, associée à Livry depuis le 1er janvier 1973.
- Feuguerolles-sur-Seulles, Orbois et Sermentot, associées à Anctoville depuis le 1er janvier 1973.

Longraye s'associe à Hottot-les-Bagues le 1er décembre 1972, la commune ainsi constituée prenant le nom de Hottot-Longraye. Longraye reprend son indépendance le 1er janvier 1983.

## Répartition après 2015
| Commune                 | Canton d'appartenance après 2015 |
| ----------------------- | -------------------------------- |
| Anctoville              | Aunay-sur-Odon                   |
| Caumont-l'Éventé        | Aunay-sur-Odon                   |
| Hottot-les-Bagues       | Aunay-sur-Odon                   |
| La Lande-sur-Drôme      | Aunay-sur-Odon                   |
| Livry                   | Aunay-sur-Odon                   |
| Longraye                | Aunay-sur-Odon                   |
| Saint-Germain-d'Ectot   | Aunay-sur-Odon                   |
| Sept-Vents              | Aunay-sur-Odon                   |
| Torteval-Quesnay        | Aunay-sur-Odon                   |
| La Vacquerie            | Aunay-sur-Odon                   |
| Cormolain               | Trévières                        |
| Foulognes               | Trévières                        |
| Sainte-Honorine-de-Ducy | Trévières                        |
| Sallen                  | Trévières                        |

## Démographie
| 1962  | 1968  | 1975  | 1982  | 1990  | 1999  | 2006  | 2011  | 2012  |
| ----- | ----- | ----- | ----- | ----- | ----- | ----- | ----- | ----- |
| 6 354 | 5 948 | 5 488 | 5 573 | 5 577 | 5 713 | 6 115 | 6 415 | 6 419 |